# まや型護衛艦
まや型護衛艦（まやがたごえいかん、英語: Maya-class destroyer）は、海上自衛隊のミサイル護衛艦(DDG)の艦級。あたご型をもとに電気推進を導入し、またイージスシステムも更新した発展型として、26中期防に基づき、平成27・28年度計画で各1隻（まや・はぐろ）が建造された。

## 来歴
海上自衛隊は、第1次防衛力整備計画期間中の「あまつかぜ」（35DDG）によって、ターター・システムを搭載したミサイル護衛艦（DDG）の整備に着手した。その後、第3次防衛力整備計画より建造を開始したたちかぜ型（46DDG）3隻でシステムのデジタル化と海軍戦術情報システム（NTDS）に準じた戦術情報処理装置の導入、そして五三中業より建造を開始したはたかぜ型（56DDG）2隻ではCIC能力の強化とともにプラットフォームのガスタービン化も達成するなど、順次に性能強化を図っており、とくにはたかぜ型については在来型ミサイル護衛艦の頂点に立つものと評されていた。
またこれと並行して、1981年ごろからは新世代の防空武器システムであるイージスシステム（AWS）の導入が模索されており、これを搭載するイージス艦として、まず61・03中期防でこんごう型（63DDG）4隻が建造された。また13中期防では、たちかぜ型の代艦として、搭載システムの更新や航空運用能力の強化を図ったあたご型（14DDG）2隻が建造された。
そして26中期防では、はたかぜ型（56/58DDG）の代艦としてイージス艦2隻の建造が認可され、イージス艦8隻体制（4個護衛隊群に2隻ずつ）が整うことになった。これによって建造されたのが本型である。

## 設計

### 船体
本型は、あたご型（14DDG）の設計を基本として、電気推進の導入を図っている。これに伴い、全長にして5メートル、基準排水量にして450トン大型化した。ただし最大幅21メートル、深さ12メートル、吃水6.2メートルというその他の主要目は変更せず、凌波性や艦尾フラップの導入等造波抵抗を大きく変化させないような船体設計とすることで、あたご型と同様の運動性能を確保しているとみられている。

### 機関
機関の構成としてはCOGLAG方式を採用した。これは先行するあさひ型（25DD）と同様の方式だが、同型では電圧450ボルトの低電圧であったのに対し、本型では電圧6.6キロボルトという高電圧とされており、技術的にはより進んだものとなった。発電機としてはM7A-05ガスタービン主発電機とディーゼル主発電機を2基ずつ搭載し、電力は15.6メガワット、電動機2基を駆動する。また直接機械駆動の際に使用する主機は、LM2500IECガスタービンエンジン2基とされている。
なお、前型のこんごう型・あたご型ではLM2500ガスタービンエンジン4基によるCOGAG方式で、最高速力30ノット以上を確保した。これに対し本型は、ガスタービンエンジンが2基に減らされており、最大出力も前型より減少している。本型の最高速力は「約30ノット」とされており、30ノットを下回る可能性が指摘されている。これは最大速力を使用する頻度およびその目的達成度具合いと、通常使用される速力域での運用の重要性のトレードオフによる検討や、艦隊の運用形態の変化に伴う最大速力への依存度の低下などを反映したものと考えられている。また電気推進によって発揮できる最大速力はおよそ18ノット程度と推定されているが、これは艦隊運用で必要とされる速力21ノットにわずかに満たない数字である。

## 装備

### イージス武器システム（AWS）
本型は、イージス武器システム（AWS）としてはベースラインJ7（ベースライン9.C2）、イージスBMDシステムとしてはBMD5.1を装備し、これらを統合している。AWSベースライン9Cは、対空戦（AAW）機能とミサイル防衛（BMD）機能を両立した、IAMD（integrated air and missile defense）機能、およびNIFC-CA FTSを備えている。本型では、NIFC-CA FTSのためのSM-6 艦対空ミサイルは後日装備とされているが、共同交戦能力（CEC）には対応しており、海上自衛隊で初の搭載例となる。

#### レーダー
AWSの中核となる多機能レーダーはAN/SPY-1D(V)である。一方、対水上捜索用のレーダーとしては、こんごう型・あたご型に搭載されているOPS-28Eとは違い、建造時からAN/SPQ-9Bが搭載されることとされた。「はぐろ」では就役時点では搭載されず後日装備となっていたが、2022年3月に終了した年次検査の際に搭載されている。

#### ミサイル防衛能力
先述の通り、本型のイージスBMDシステムはBMD5.1である。ベースライン9Cと統合されるイージスBMD5.0システムでは、SM-3ブロックIIAの発射には対応していない。だが、本型のイージスBMDシステムは、すべてのSM-3の発射に対応できるように能力の向上が図られている。

### 対潜戦
対潜戦システム（ASWCS）は改装後のあたご型と同じくAN/SQQ-89A(V)15Jを搭載し、AN/SQS-53C艦首装備ソナーとAN/SQR-20 MFTA（Multi-Function Towed Array）曳航ソナーを組み合わせている。なお本型では、AN/SQS-53Cソナーのバウ・ドームに収容される送受波器TR-343は日本電気により国産化されたTR-343Jが搭載されている。これは対外有償軍事援助（FMS）が増加する中、国内防衛産業の技術基盤を維持するため、アメリカ海軍に仕様を確認の上で製作し、同海軍の評価・検証を経て納入に至ったものである。
324mm3連装短魚雷発射管については、こんごう型・あたご型ではHOS-302であったのに対し、本型ではHOS-303に更新されて、Mk.46に加えて97式魚雷および12式魚雷の発射に対応した。これは平時はRCSスクリーンで覆われており、必要に応じてスクリーンを開けて所定の方向に指向される。スクリーンを開けるために手動では3分程度かかるが、高圧空気を使用した機力では30秒程度で開放できる。
なお、あたご型では対魚雷用のデコイとして曳航具4型を備えていたが、本型では確認されていない。

### 対水上戦
対艦兵器としては、「まや」ではあたご型と同じく90式艦対艦誘導弾（SSM-1B）を搭載する。ただし「はぐろ」では新開発の17式艦対艦誘導弾（SSM-2）が搭載される予定である。

### 砲熕兵器
砲熕兵器はあたご型とおおむね同構成で、艦砲としては62口径5インチ砲（127mm単装砲）を艦首甲板に、また近接防空火器（CIWS）としては高性能20mm機関砲を上部構造物正面と後部上部構造物上に搭載する。

### 電子戦
電子戦装置としてはNOLQ-2Cを搭載している。これはこんごう型やあたご型で搭載されていた同系列機と異なり、ECM機能が削除されている。
あたご型や「まや」では、艦載ヘリコプターの運用に対応するためマスト最上部に戦術航法装置（TACAN）のアンテナを設置していたが、もがみ型（30FFM）の開発過程で、マスト最上部に装備する必要のない新型TACANアンテナ（ORN-6F）が開発されたことから、「はぐろ」ではこれを導入し、マスト最上部にはNOLQ-2CのESMアンテナを設置した。これによって「まや」よりもESMアンテナの設置位置が約5.5メートル高くなり、より早期に脅威電波を探知できるようになった。

### 航空機
あたご型と同じくSH-60K 哨戒ヘリコプターを1機搭載可能な格納庫を設置しているが、本型では格納庫内に整備用クレーンやキャットウォークが追加され、汎用護衛艦と同等の整備能力を持っている。
また「はぐろ」においては着艦拘束装置を搭載し、飛行科員も乗組となっており海上自衛隊のイージス護衛艦としては初めてヘリコプターを常時搭載しての運用が可能となっている。

## 比較表

### 新旧ミサイル護衛艦の比較
|          |            | まや型                                | あたご型                             | こんごう型                           | はたかぜ型                               | たちかぜ型                               | あまつかぜ (最終状態)                    |
| -------- | ---------- | ------------------------------------- | ------------------------------------ | ------------------------------------ | ---------------------------------------- | ---------------------------------------- | ---------------------------------------- |
| 船体     | 基準排水量 | 8,200 t                               | 7,750 t                              | 7,250 t                              | 4,600 t                                  | 3,850 t                                  | 3,050 t                                  |
| 船体     | 満載排水量 | 10,250 t                              | 10,000 t                             | 9,485 t                              | 5,900 t                                  | 5,200 t                                  | 4,000 t                                  |
| 船体     | 全長       | 170 m                                 | 165 m                                | 161 m                                | 150 m                                    | 143 m                                    | 131 m                                    |
| 船体     | 全幅       | 21.0 m                                | 21.0 m                               | 21.0 m                               | 16.8 m                                   | 14.3 m                                   | 13.4 m                                   |
| 主機     | 機関       | ガスタービン                          | ガスタービン                         | ガスタービン                         | ガスタービン                             | 蒸気タービン                             | 蒸気タービン                             |
| 主機     | 方式       | COGLAG                                | COGAG                                | COGAG                                | COGAG                                    | ギアード・タービン                       | ギアード・タービン                       |
| 主機     | 出力       | 69,000 ps                             | 100,000 ps                           | 100,000 ps                           | 70,000 ps                                | 60,000 ps                                | 60,000 ps                                |
| 主機     | 速力       | 30 kt                                 | 30 kt                                | 30 kt                                | 30 kt                                    | 32 kt                                    | 33 kt                                    |
| 兵装     | 砲熕       | 62口径5インチ単装砲×1基               | 62口径5インチ単装砲×1基              | 54口径127ミリ単装砲×1基              | 54口径5インチ単装砲×2基                  | 54口径5インチ単装砲×2基                  | 50口径76mm連装砲×2基                     |
| 兵装     | 砲熕       | 高性能20mm機関砲×2基                  |                                      |                                      |                                          |                                          | 50口径76mm連装砲×2基                     |
| 兵装     | 砲熕       | ―                                     | ―                                    | ―                                    | ―                                        | ―                                        | ヘッジホッグ対潜迫撃砲×2基               |
| 兵装     | ミサイル   | Mk.41 VLS×96セル (SM-2MR, SM-3, 07式) | Mk.41 VLS×96セル (SM-2MR, SM-3, VLA) | Mk.41 VLS×90セル (SM-2MR, SM-3, VLA) | Mk.13 単装発射機×1基 (SM-1MR,ハープーン) | Mk.13 単装発射機×1基 (SM-1MR,ハープーン) | Mk.13 単装発射機×1基 (SM-1MR,ハープーン) |
| 兵装     | ミサイル   | Mk.41 VLS×96セル (SM-2MR, SM-3, 07式) | Mk.41 VLS×96セル (SM-2MR, SM-3, VLA) | Mk.41 VLS×90セル (SM-2MR, SM-3, VLA) | 74式8連装発射機×1基 (アスロック)         |                                          |                                          |
| 兵装     | ミサイル   | SSM4連装発射筒×2基                    | 90式 4連装発射筒×2基                 | ハープーン 4連装発射筒×2基           | ハープーン 4連装発射筒×2基               | ―                                        | ―                                        |
| 兵装     | 水雷       | 3連装短魚雷発射管×2基                 | 3連装短魚雷発射管×2基                | 3連装短魚雷発射管×2基                | 3連装短魚雷発射管×2基                    | 3連装短魚雷発射管×2基                    | 3連装短魚雷発射管×2基                    |
| 艦載機   | 艦載機     | SH-60K×1機                            | SH-60J/K×1機                         | ヘリコプター甲板のみ                 | ヘリコプター甲板のみ                     | ―                                        | ―                                        |
| 同型艦数 | 同型艦数   | 2隻                                   | 2隻                                  | 4隻                                  | 2隻（練習艦）                            | 3隻（退役）                              | 1隻（退役）                              |

### 世界のイージス艦との比較
|          |            | まや型                                | ホバート級                          | 世宗大王級 バッチ1         | タイコンデロガ級 AMOD改修艦         | アーレイ・バーク級 フライトIIA           |
| -------- | ---------- | ------------------------------------- | ----------------------------------- | -------------------------- | ----------------------------------- | ---------------------------------------- |
| 船体     | 満載排水量 | 10,250 t                              | 7,000 t                             | 10,290 t                   | 9,763 t - 10,010 t                  | 9,648 t                                  |
| 船体     | 全長       | 170 m                                 | 146.7 m                             | 165 m                      | 172.46 m                            | 155.3 m                                  |
| 船体     | 全幅       | 21.0 m                                | 18.6 m                              | 21.4 m                     | 16.76 m                             | 20.1 m                                   |
| 主機     | 方式       | COGLAG                                | CODOG                               | COGAG                      | COGAG                               | COGAG                                    |
| 主機     | 出力       | 69,000 ps                             | 47,000 hp                           | 105,000 hp                 | 86,000 hp                           | 100,000 hp                               |
| 主機     | 速力       | 30 kt                                 | 28 kt以上                           | 30 kt以上                  | 30 kt以上                           | 30 kt以上                                |
| 兵装     | 砲熕       | 62口径5インチ単装砲×1基               | 62口径5インチ単装砲×1基             | 62口径5インチ単装砲×1基    | 62口径5インチ単装砲×2基             | 62口径5インチ単装砲×1基                  |
| 兵装     | 砲熕       | 20mmCIWS×2基                          | 20mmCIWS×1基                        | 30mmCIWS×1基               | 20mmCIWS×2基                        | 20mmCIWS×2基                             |
| 兵装     | 砲熕       | 20mmCIWS×2基                          | 20mmCIWS×1基                        | 30mmCIWS×1基               | 25mm単装機関砲×2基                  |                                          |
| 兵装     | 砲熕       | 20mmCIWS×2基                          | 20mmCIWS×1基                        | 30mmCIWS×1基               | 12.7mm単装機銃×4基                  |                                          |
| 兵装     | ミサイル   | Mk.41 VLS×96セル (SM-2MR, SM-3, 07式) | Mk.41 VLS×48セル (SM-2, SM-6, ESSM) | Mk.41 VLS×80セル (SM-2)    | Mk.41 VLS×122セル (SM-2, VLA, TLAM) | Mk.41 VLS×96セル (SM-2, ESSM, VLA, TLAM) |
| 兵装     | ミサイル   | Mk.41 VLS×96セル (SM-2MR, SM-3, 07式) | Mk.41 VLS×48セル (SM-2, SM-6, ESSM) | K-VLS×48セル (天竜, 紅鮫)  | Mk.41 VLS×122セル (SM-2, VLA, TLAM) | Mk.41 VLS×96セル (SM-2, ESSM, VLA, TLAM) |
| 兵装     | ミサイル   | Mk.41 VLS×96セル (SM-2MR, SM-3, 07式) | Mk.41 VLS×48セル (SM-2, SM-6, ESSM) | RAM 21連装発射機×1基       | Mk.41 VLS×122セル (SM-2, VLA, TLAM) | Mk.41 VLS×96セル (SM-2, ESSM, VLA, TLAM) |
| 兵装     | ミサイル   | SSM 4連装発射筒×2基                   | ハープーン 4連装発射筒×2基          | 海星 4連装発射筒×4基       | ハープーン 4連装発射筒×2基          | ―                                        |
| 兵装     | 水雷       | 324mm3連装短魚雷発射管×2基            | 324mm3連装短魚雷発射管×2基          | 324mm3連装短魚雷発射管×2基 | 324mm3連装短魚雷発射管×2基          | 324mm3連装短魚雷発射管×2基               |
| 艦載機   | 艦載機     | SH-60K×1機                            | MH-60R×1機                          | スーパーリンクスMk.99×2機  | MH-60R×2機                          | MH-60R×2機                               |
| 同型艦数 | 同型艦数   | 2隻                                   | 3隻                                 | 3隻                        | 11隻（1隻退役）                     | 47隻予定                                 |

## 同型艦

### 一覧表
| 艦番号  | 艦名   | 建造                                            | 起工                        | 進水                        | 就役                       | 所属                                |
| ------- | ------ | ----------------------------------------------- | --------------------------- | --------------------------- | -------------------------- | ----------------------------------- |
| DDG-179 | まや   | ジャパン マリンユナイテッド 横浜事業所 磯子工場 | 2017年 （平成29年） 4月17日 | 2018年 （平成30年） 7月30日 | 2020年 （令和2年） 3月19日 | 第1護衛隊群第1護衛隊 （横須賀基地） |
| DDG-180 | はぐろ | ジャパン マリンユナイテッド 横浜事業所 磯子工場 | 2018年 （平成30年） 4月24日 | 2019年 （令和元年） 7月17日 | 2021年 （令和3年） 3月19日 | 第4護衛隊群第8護衛隊 (佐世保基地)   |

### 運用史
平成27年度計画において、ネームシップの建造費と2隻分のイージスシステムの一部の調達費として1,680億円が盛り込まれた。また平成28年度予算には、2番艦の建造費として1,734億円が盛り込まれた。1番艦となる「まや」は、2020年3月19日に引渡式・自衛艦旗授与式が挙行され、就役。第1護衛隊群第1護衛隊に編入され、横須賀に配備された。2番艦となる「はぐろ」は、2021年3月19日に引渡式・自衛艦旗授与式が挙行され、就役。第4護衛隊群第8護衛隊に編入され、佐世保に配備された。
海上自衛隊では7、8隻目となるイージス艦であり、本艦の就役により、安倍内閣が2013年12月に閣議決定した防衛大綱（25大綱）以来、目指していたイージス艦8隻体制が確立した。また、まや型の就役に伴い、はたかぜ型は2隻全てが練習艦に種別変更されている。

## 登場作品

### 映画
『温泉シャーク』
「まや」が登場。地下温泉脈からS県暑海市の各所を襲う「温泉シャーク」を殲滅すべく、「温泉地破壊指令」によって編成された日米連合艦隊の1隻として出動する。

### アニメ・漫画
『空母いぶき GREAT GAME』
「まや」が登場。航空機搭載型護衛艦「いぶき」を旗艦とする第5護衛隊群に配属される。艦長は元「あまぎり」艦長の海老名 洋子。
『勇気爆発バーンブレイバーン』
ATF（Allied Task Force）所属艦として「まや」「はぐろ」が登場。

### 小説
『感染捜査 黄血島決戦』
吉川英梨の小説。会話中にて「まや」が名称のみ登場。前作『感染捜査』の時点にて、人をゾンビ化するウイルスの蔓延で海上隔離された豪華客船の付近に展開し、豪華客船に展開した海上保安庁の後方支援にあたっていたことが言及される。ただし、『感染捜査』では本艦は登場していない。

### ゲーム
『Modern Warships』
プレイヤーが操作できる艦艇として登場。